# Ixora calcicola
Ixora calcicola är en måreväxtart som beskrevs av Albert Charles Smith. Ixora calcicola ingår i släktet Ixora och familjen måreväxter. Inga underarter finns listade i Catalogue of Life.